# Ich steh an deiner Krippen hier

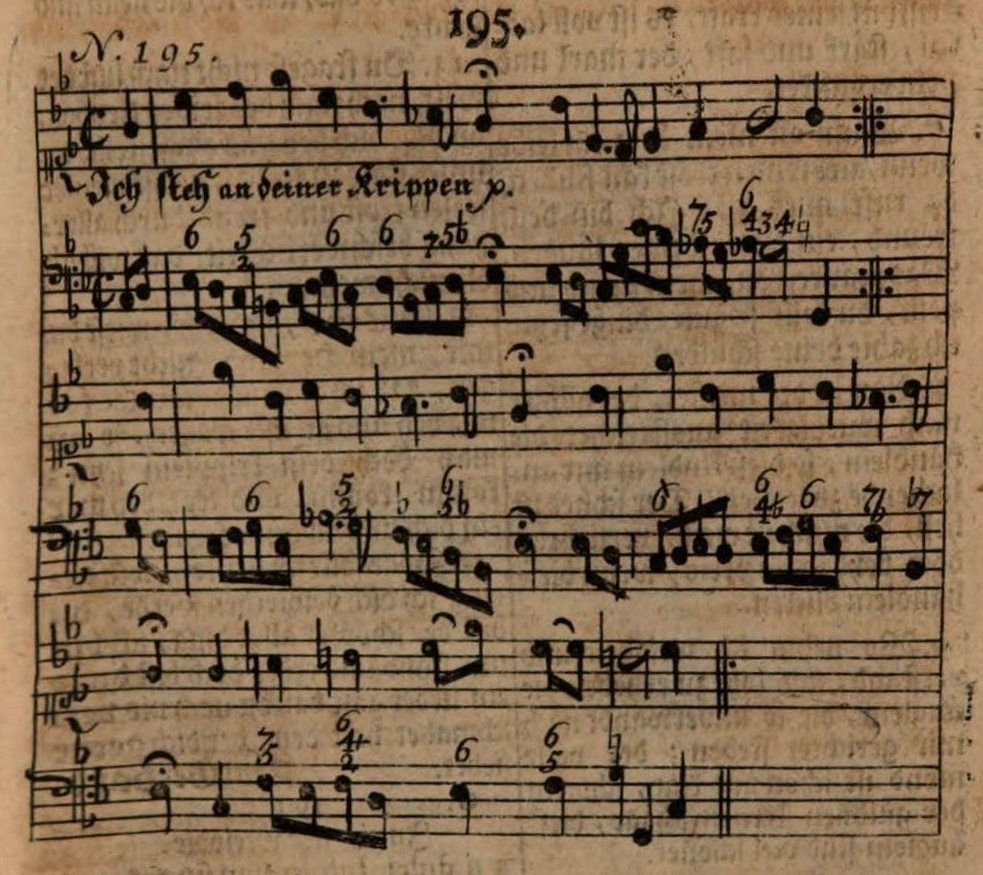
Se asocia con lo que se habla

«Ich steh an deiner Krippen hier» (alemán: Estoy al lado de tu cuna) es un popular villancico evangélico y ecuménico originario de Alemania, cuyo texto fue escrito en 1653 por el teólogo y poeta luterano Paul Gerhardt y musicalizado por primera vez en 1667 por Johann Georg Ebeling.
Otra versión del texto se debe a la reelaboración que en 1735 hizo el conde y teólogo Nikolaus Ludwig von Zinzendorf.
El texto puede acompañarse con la melodía original, o también con una compuesta por Johann Sebastian Bach en 1736.

## Letra
En el texto se describe la devoción de un creyente frente al niño Jesús en el pesebre.
| Texto original de Paul Gerhardt | Evangelisches Gesangbuch - (Primera estrofa) |
| Ich steh an deiner Krippen hier, o Jesulein, mein Leben, Ich stehe, bring und schenke dir, was du mir hast gegeben. Nimm hin, es ist mein Geist und Sinn, Herz, Seel und Muth, nimm Alles hin, und laß dirs wohlgefallen. |                                              |